# Agrilinus pirinensis
Agrilinus pirinensis är en skalbaggsart som beskrevs av Vladimir Balthasar 1946. Agrilinus pirinensis ingår i släktet Agrilinus och familjen Aphodiidae. Inga underarter finns listade i Catalogue of Life.